# Léonard Mota Ngaliema
Pour les articles homonymes, voir Ngaliema.
Léonard Mota Ngaliema, né le 12 février 1960 à Kinshasa, République démocratique du Congo, est un homme politique congolais, actuellement député à l'Assemblée nationale de la République démocratique du Congo (RDC).

## Biographie
Léonard Mota Ngaliema est né à Kinshasa, la capitale de la RDC, le 12 février 1960. Il est impliqué dans la politique nationale depuis plusieurs années et a servi dans diverses législatures. Actuellement, il exerce son mandat parlementaire depuis le 12 février 2024. Avant cela, il a été député du 13 février 2019 au 15 décembre 2023, ainsi que du 28 novembre 2011 au 30 décembre 2018.

## Carrière politique
Membre du groupe parlementaire Les Patriotes, il siège à la Commission sociale et culturelle de l'Assemblée nationale. Il s'est distingué par son engagement sur des questions sociales, éducatives, environnementales et sécuritaires.
En 2021, lors des discussions sur la réforme de la Commission électorale nationale indépendante (CENI), il a proposé des amendements visant à doter les agents de la CENI d'un statut particulier pour les protéger des pressions politiques .
En avril 2025, après des inondations meurtrières à Kinshasa, il a plaidé pour la construction d'un nouveau pont sur la rivière N’djili afin de prévenir de futures catastrophes . 

## Engagement communautaire
Surnommé « Zanga mbongo, zala na batu » (même sans argent, sois avec le peuple), Mota Ngaliema est reconnu pour sa proximité avec sa base électorale . 
En 2022, en tant que coordonnateur de la communauté Teke-Humbu, il a lancé un appel à la paix entre les communautés Teke et Yaka, en conflit dans le territoire de Kwamouth . 